# Лоеи
Лоеи е една от 76-те провинции на Тайланд. Столицата ѝ е едноименния град Нан. Населението на провинцията е 607 083 жители (2000 г. – 38-а по население), а площта 11 424,6 кв. км (14-а по площ). Намира се в часова зона UTC+7. Разделена е на 14 района, които са разделени на 89 общини и 839 села.